# Стоян Стойков (революционер)
Стоян Стойков е български просветен деец и революционер, деец на Вътрешната македоно-одринска революционна организация.

## Биография
Стоян Стойков е роден през 1879 година в дойранското село Сурлово, тогава в Османската империя, днес Амаранда, Гърция. През 1898 година завършва с втория випуск класическия отдел на Солунската българска мъжка гимназия и става учител. Работи в Дойран, Гевгели и други селища в Македония. Става член на ВМОРО и през 1903 – 1904 е член на околийския революционен комитет в Гевгели.
През 1910 година завършва право в Бернския университет.
Активен е сред македонската имиграция в България. Членува в Дойранското братство в столицата, чийто секретар е към 1923 година. Като такъв, заедно с Георги Кулишев и Х. Харизанов през януари представлява братството на Обединителния конгрес на Съюза на македонските емигрантски организации и Македонската федеративна емигрантска организация.